# Volta al Vallès (ral·li)
La Volta al Vallès fou una competició de ral·li que es disputà anualment al Vallès entre 1952 i una data indeterminada de mitjan dècada del 1980. Patrocinada per Nacional Motor (l'empresa fabricant de les motocicletes Derbi), la prova s'anomenava oficialment, en el castellà obligatori a l'època, Vuelta al Vallés - Trofeo Derbi i l'organitzava la Penya Motorista 10 per hora. La Volta comptava inicialment amb un format diferent dels ral·lis actuals, ja que es tractava d'una prova de regularitat de curta distància, uns 120 km en total, inicialment reservada a motocicletes i automòbils però oberta a sidecars d'ençà de 1957.

## Característiques

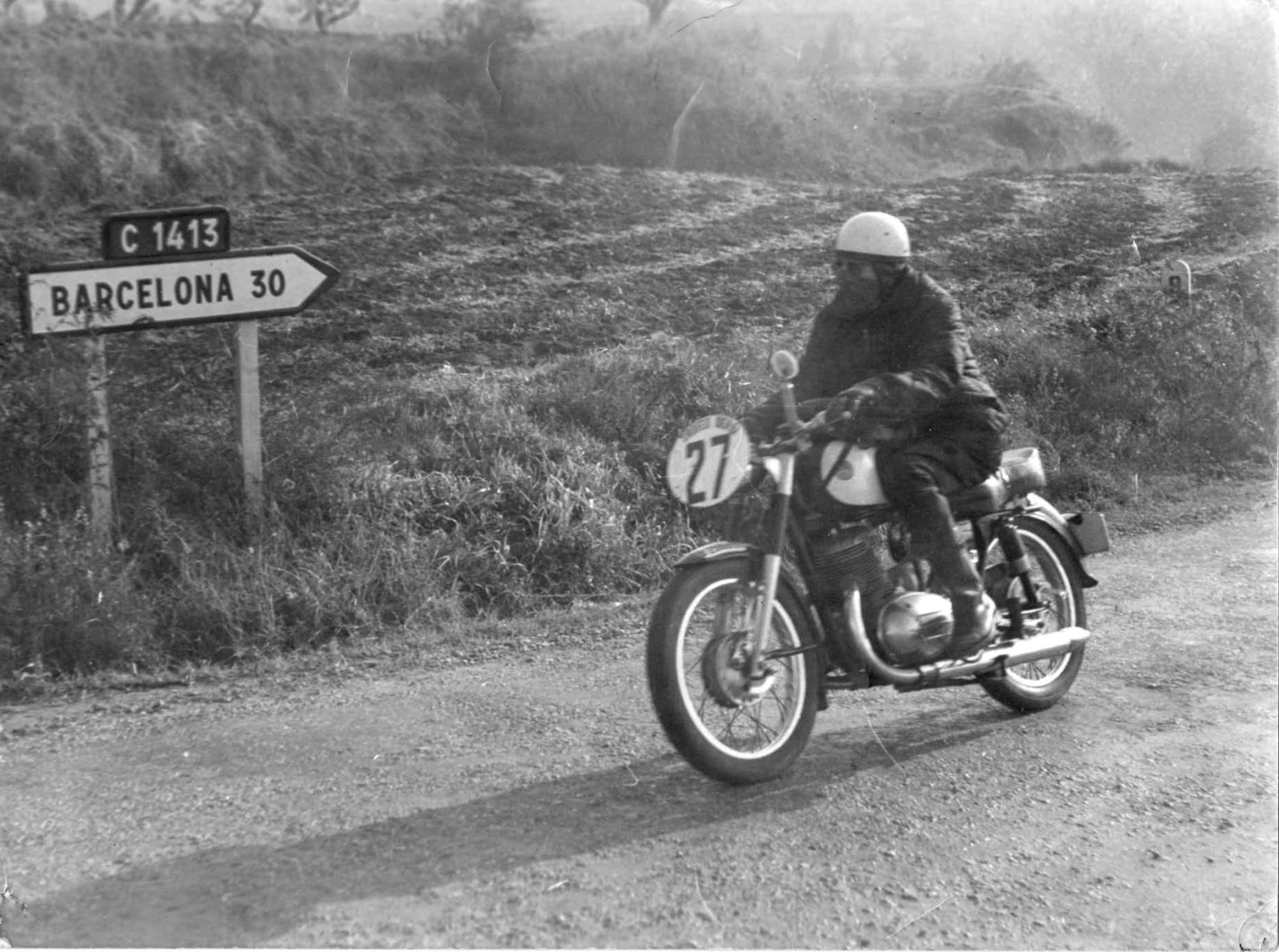
Josep Martí amb la Derbi 250 a la carretera de Sentmenat durant la Volta de 1970

Els participants havien de fer dues voltes a un recorregut preestablert de vora 60 km, principalment per carretera en bon estat però també amb alguns trams per camins (de vegades calia fins i tot passar a gual algun rierol). La principal característica de la Volta, que la convertia en una prova única dins el gènere, era el fet d'estar-hi prohibits els rellotges i els papers, tant els mapes com els actuals roadbooks. Només es disposava del comptaquilòmetres de la moto com a referència. Es podia recórrer el circuit a la velocitat que es volgués, sempre que fos superior a la mitjana mínima prefixada, i guanyava qui més igualés el temps amb què havia completat ambdues voltes.
Tot i que l'organització de la Volta era a càrrec de la Penya Motorista 10 x Hora, sovint hi col·laboraven els dos altres motoclubs barcelonins, la Penya Motorista Barcelona (PMB) i el Reial Moto Club de Catalunya (RMCC), especialment en les tasques de cronometratge. A més a més, per tal de garantir la imparcialitat de l'organització, se situaven representants de les tres entitats al punt d'arribada i als controls horaris secrets que hi havia tot al llarg del recorregut.
El trofeu que donava nom a la cursa era una copa d'argent que concedia la firma Nacional Motor. Només se la podia quedar en propietat aquell participant que hagués guanyat la prova dos anys consecutius o tres d'alterns, sempre en motocicleta. Durant tota la història de la Volta, només un corredor va aconseguir endur-se el trofeu: Jordi Barbany, guanyador els anys 1968 i 1969 amb una Vespa.

### Recorregut
La Volta recorria diversos pobles d'ambdós vallesos (el Vallès Oriental i l'Occidental), amb sortida i arribada sempre a Mollet del Vallès. La distància del circuit podia variar d'any en any, però rarament superava la vuitantena de quilòmetres (a recórrer dues vegades). El primer any, per exemple, en feia 57 i el 1975, 74. En aquesta darrera ocasió, el recorregut passava per Mollet, Parets del Vallès, Granollers, Lliçà d'Amunt, Caldes de Montbui, Sant Feliu de Codines, Gallifa, Sant Llorenç Savall, Castellar, Sentmenat, Polinyà, Santa Perpètua de Mogoda i tornava a Mollet. Altres edicions passaven per pobles com ara Sant Fost de Campsentelles, Santa Eulàlia de Ronçana o Bigues i Riells. L'organització situava diverses tribunes i taulers informatius al llarg del recorregut, el qual estava convenientment protegit per tanques i bales de palla on es considerava convenient.
Pel que fa a la sortida, fins al 1976 fou sempre a Mollet del Vallès: durant les primeres edicions es feia just al davant de la benzinera dels Quatre Cantons; més tard, se sortia del carrer Gaietà Vinzia, de les Caves Gomà o de Can Basolí, al carrer Berenguer III. Un cop acabada la cursa, la cerimònia de lliurament de premis es feia a la sala d'actes de la Coca-Cola de Barcelona, que en aquells anys era encara al carrer Almogàvers del Poblenou (no fou fins al 1965 que la Cobega es traslladà a la Rambla Guipúscoa).

## Història

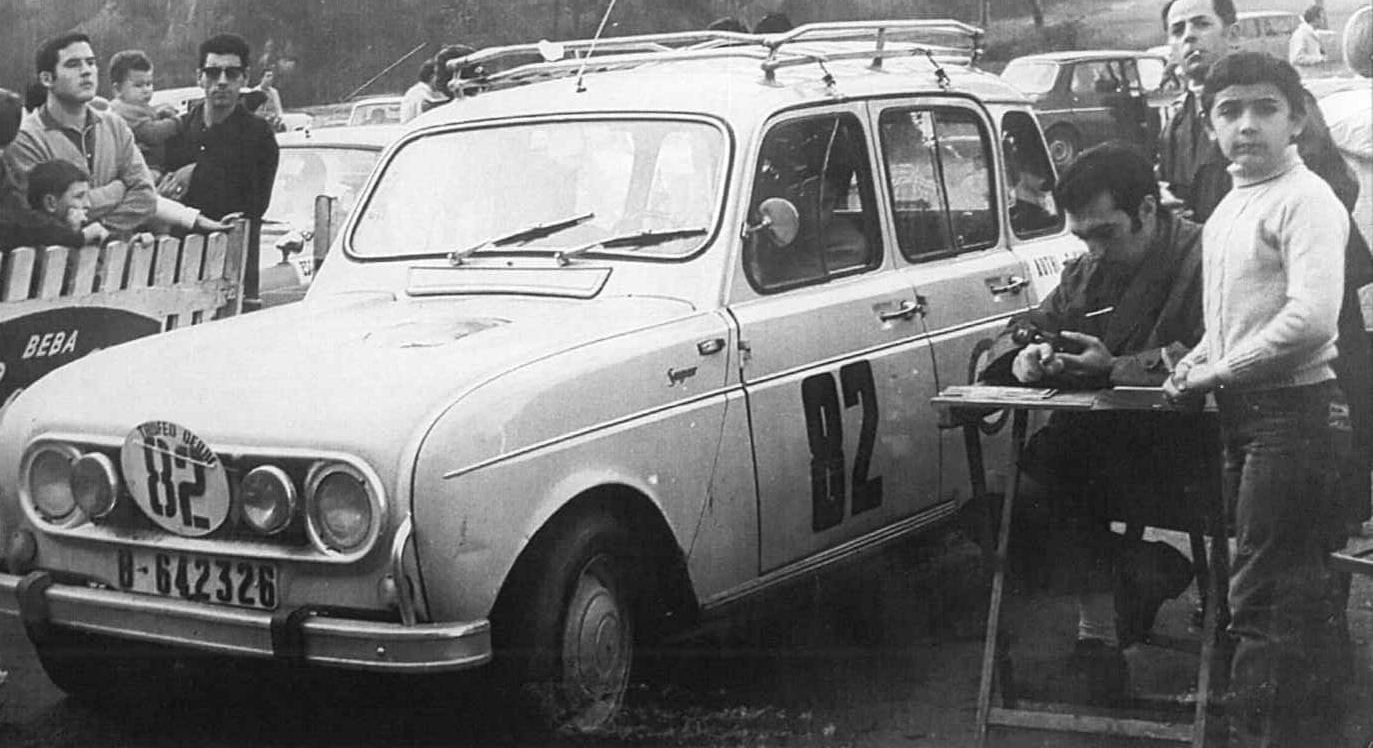
Sortida d'automòbils a l'edició de 1968

La Volta al Vallès va ser una iniciativa personal de Papitu Rabasa, germà del fundador de Derbi Simeó Rabasa i Director de Nacional Motor. A banda de ser-ne el creador, s'hi implicà a fons i en portà les regnes durant tota la seva història, si més no fins al 1976, l'any de la XXV edició de la prova.
Al llarg de la seva història, han estat nombrosos els pilots de renom que han corregut la Volta. Francesc Tombas, artífex de les Derbi de Gran Premi, en va ser assidu i hi va obtenir diversos podis. El mateix va fer el creador de la cursa, Josep Rabasa, qui hi participava sovint en la categoria d'automòbils i la va arribar a guanyar amb un SEAT dues vegades (1959 i 1964). Els primers anys, Rabasa hi havia corregut amb el seu singular Centauro, un microcotxe artesanal de competició equipat amb motor de Derbi 250. A la Volta hi corrien també destacats pilots d'automobilisme, entre ells els campions de ral·lis Guillem Bas "Milano", Núria Viñas i el sabadellenc Joan Fernández. Un participant habitual amb cotxe era el conegut cineasta Antonio Isasi-Isasmendi.

## Palmarès
Font:

### Motos i cotxes

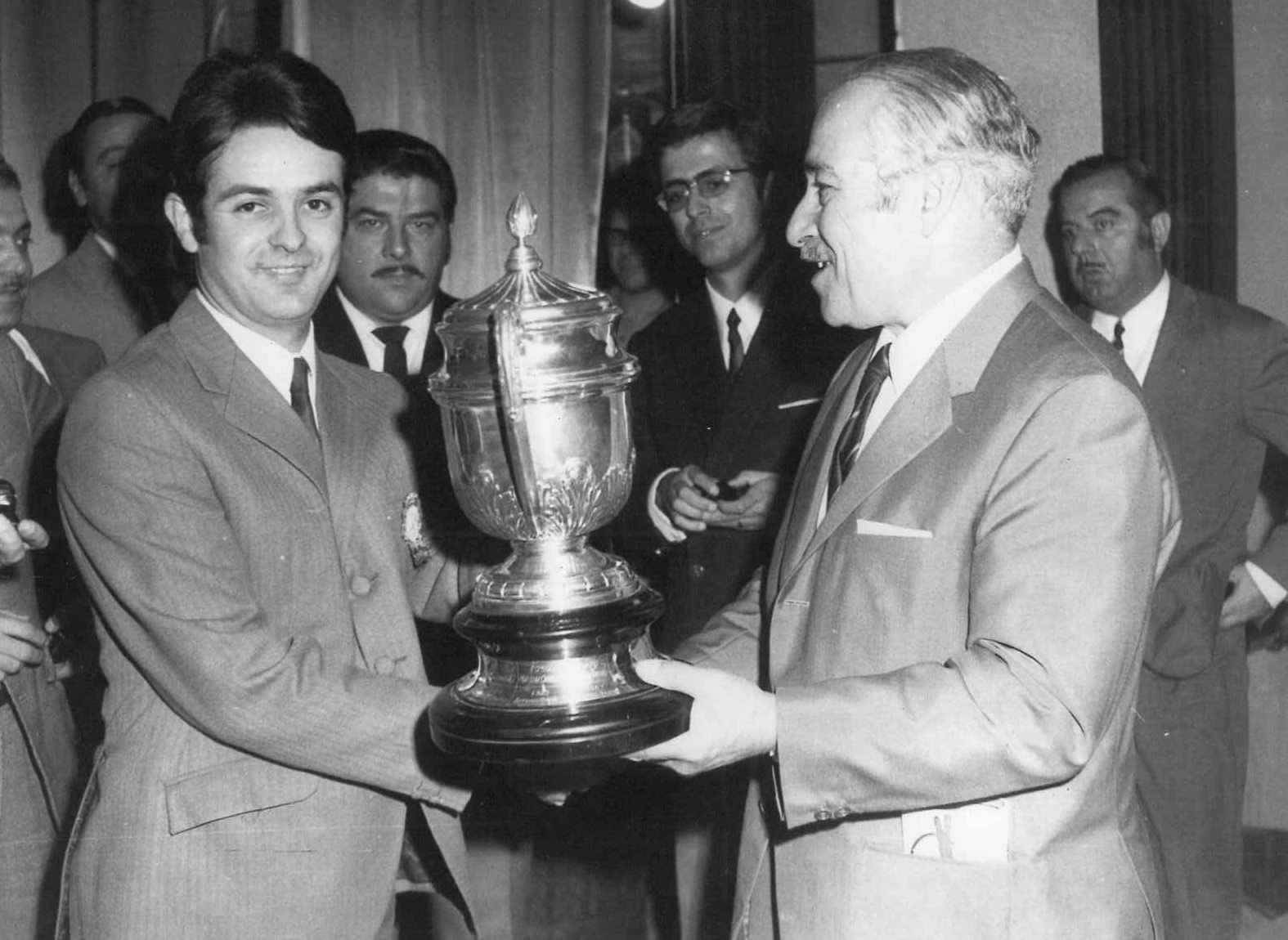
Josep Rabasa (dreta) lliurant el Trofeu Derbi a Jordi Barbany el 1969, amb motiu de la seva segona victòria consecutiva a la Volta

| Edició | Any  | Motocicletes      | Motocicletes | Automòbils                                 | Automòbils      |
| Edició | Any  | Guanyador         | Moto         | Guanyadors                                 | Cotxe           |
| ------ | ---- | ----------------- | ------------ | ------------------------------------------ | --------------- |
| I      | 1952 | Oriol Puig Bultó  | Montesa      | Santiago Pi                                | ?               |
| II     | 1953 | Albert Parés      | Montesa      | Antoni Viladomiu                           | Fiat            |
| III    | 1954 | Enric Egea        | Derbi        | Milano                                     | Peugeot         |
| IV     | 1955 | Jaume Garriga     | Derbi        | Antonio Isasi-Isasmendi                    | SEAT            |
| V      | 1956 | Jordi Gómez       | Montesa      | Milano                                     | Alfa Romeo      |
| VI     | 1957 | Miquel Baucells   | BSA          | No hi concorren                            | No hi concorren |
| VII    | 1958 | Francesc Tombas   | Derbi        | No hi concorren                            | No hi concorren |
| VIII   | 1959 | Mercè Canudas     | Lambretta    | Josep Rabasa / Enric Egea                  | SEAT            |
| IX     | 1960 | Gaspar Amorós     | NSU          | L. Verge / M.Verge                         | Volkswagen      |
| X      | 1961 | Carles Carbó      | NSU          | L. Verge / M.Verge                         | Volkswagen      |
| XI     | 1962 | Artur Roures      | Montesa      | E. Pereda / ?                              | SEAT            |
| XII    | 1963 | Squalo Pérez      | Montesa      | Squalo Fontcuberta                         | Renault         |
| XIII   | 1964 | Emili Domínguez   | Montesa      | Josep Rabasa / ?                           | SEAT            |
| XIV    | 1965 | Tom Raymond       | Montesa      | Núria Viñas / I. Juncosa                   | Simca           |
| XV     | 1966 | Josep Gregori     | Vespa        | Milano / S. Tomeo                          | SEAT            |
| XVI    | 1967 | Benvingut Gallego | Montesa      | Núria Viñas / I. Juncosa                   | Simca           |
| XVII   | 1968 | Jordi Barbany     | Vespa        | Pere Soler / M. De Navas                   | Renault         |
| XVIII  | 1969 | Jordi Barbany     | Vespa        | J. Carulla / J. Mensa                      | Morris 1100     |
| XIX    | 1970 | Ferran Campoy     | Montesa      | J. Constante / M. Barris / Anna M. Abezona | SEAT 850        |
| XX     | 1971 | D. Arredondo      | Montesa      | J. Carulla / J. Mensa                      | Morris          |
| XXI    | 1972 | D. Arredondo      | Montesa      | F. Garcia / Josep M. Valls                 | SEAT 1430       |
| XXII   | 1973 | ?                 | ?            | ?                                          | ?               |
| XXIII  | 1974 | Jordi Badia       | Vespa        | J. Carulla / J. Mensa                      | SEAT 124        |
| XXIV   | 1975 | Joan Ventanyol    | Montesa      | No hi concorren                            | No hi concorren |

### Sidecars
| Edició | Any  | Guanyadors                     | Sidecar   |
| ------ | ---- | ------------------------------ | --------- |
| VI     | 1957 | Joan Morea / ?                 | BMW       |
| VII    | 1958 | J. López / G. Santana          | Lambretta |
| VIII   | 1959 | Joan Belmonte / L. Sánchez     | Derbi     |
| IX     | 1960 | Joan Canós / N. Astort         | NSU       |
| X      | 1961 | Joan Morea / L. Morea          | X.X.      |
| XI     | 1962 | Joan Casamitjana / S. Teixidor | Bultaco   |
| XII    | 1963 | Joan Casamitjana / B. Morales  | Ducati    |
| XIII   | 1964 | Antoni Estivill / ?            | Lambretta |
| XIV    | 1965 | Antoni Estivill / J. Vasa      | Lambretta |
| XV     | 1966 | Francesc Giralt / M. Cercós    | Vespa     |
| XVI    | 1967 | Antoni Estivill / L. Moreno    | Lambretta |
| XVII   | 1968 | Julià Constante / F. Constante | Lambretta |
| XVIII  | 1969 | Josep Mingo / Vicenç Julià     | Lambretta |